# Thomas Hermanns
Thomas Hermanns (né le 5 mars 1963 à Bochum) est un humoriste et animateur de télévision allemand.

## Biographie
À six ans, il s'installe à Nuremberg, où son père travaille pour le Bundesagentur für Arbeit. Après son abitur en 1981, il étudie à l'université Louis-et-Maximilien de Munich le théâtre et en sort diplômé d'une maîtrise en 1988. À 19 ans, il écrit et réalise des programmes pour la télévision. En 1992, il crée et dirige le Quatsch Comedy Club à Hambourg qui devient le lieu le plus important du stand-up allemand et donne lieu à une émission sur ProSieben en 1996. En 2002, le club déménage dans le sous-sol du Friedrichstadt-Palast à Berlin. En 2006, Herrmanns ouvre un nouveau théâtre sur la Reeperbahn.
Herrmanns met en scène des spectacles et des émissions pour d'autres humoristes comme Michael Mittermeier, Kaya Yanar, Gayle Tufts ou Cora Frost.
En tant qu'auteur, il écrit pour Dirk Bach la série Lukas, le script du téléfilm Meine beste Feindin avec Mariele Millowitsch et Doris Kunstmann. Il est l'auteur de l'adaptation en comédie musicale du film Kein Pardon (de).
Comme animateur, il présente pour ProSieben, entre autres, Red Nose Day et Popclub. En décembre 2005, il présente avec Sky du Mont et Bettina Zimmermann la cérémonie des Bambi. De 2006 à 2008, il présente le vote de l'Allemagne au Concours Eurovision de la chanson.